# 10178 Iriki
10178 Iriki eller 1996 DD är en asteroid i huvudbältet som upptäcktes den 18 februari 1996 av den japanska astronomen Takao Kobayashi vid Ōizumi-observatoriet. Den är uppkallad efter den tidigare japanska staden Iriki.
Asteroiden har en diameter på ungefär 3 kilometer.